# Roystonea altissima
Roystonea altissima ist eine nur auf Jamaika vorkommende Palmenart aus der Gattung Roystonea. 

## Merkmale
Die Stämme von Roystonea altissima sind glatt, graubraun, bis 20 m hoch und haben einen Durchmesser von 25,5 bis 35 cm. Die Krone besteht aus rund 15 gefiederten Blättern, wobei die untersten Blätter deutlich nach unten hängen. Der Kronschaft ist 1,4 bis 1,6 m lang. Die Blattrhachis ist rund 4 m lang. Die mittleren Fiederblättchen sind 60 bis 79 cm lang und 3,2 bis 3,9 cm breit. 
Der Blütenstand ist rund 1,2 m lang und 1 m breit. Sein Vorblatt ist 30,5 bis 40 cm lang und 6,5 bis 13,5 cm breit. Die Spatha ist rund 1 m lang und in der Mitte am breitesten. Ihr Ende ist zugespitzt. Die Seitenäste des Blütenstands sind 15 bis 34 cm lang und haben einen Durchmesser von 1,3 bis 2,6 mm. 
Die männlichen Blüten sind violett, dabei an der Basis der Kronblätter und Staubfäden am dunkelsten. Die Kelchblätter sind dreieckig, 0,9 mm lang und 1 bis 1,5 mm breit. Die Kronblätter sind elliptisch, 3,6 bis 5,9 mm lang und 2,1 bis 2,5 mm breit. Die sechs Staubblätter sind 2,7 bis 4,8 mm lang, die Staubfäden sind ahlenförmig und 1,9 bis 3,8 mm lang. Die Staubbeutel sind 2,3 bis 3,7 mm lang. Das Fruchtknotenrudiment ist sehr klein. 
Die weiblichen Blüten sind violett. Sie Kelchblätter sind nierenförmig, 0,9 bis 1,4 mm lang und 2,5 bis 3,2 mm breit. Die Kronblätter sind oval, 2,7 bis 3,4 mm lang. Das Staminodium ist seicht sechslappig, 1,7 bis 2,5 mm lang, dabei für 0,6 bis 0,9 mm frei. Der Stempel ist 1,7 bis 1,8 mm lang und hat einen Durchmesser von 1,5 bis 2 mm. 
Die Früchte sind verkehrt eiförmig und vorspringend. Sie sind 11,4 bis 15,3 mm lang. Ihre dorsiventrale Dicke beträgt 7,2 bis 10,4 mm, ihre Breite 6,7 bis 10,3 mm. Das Exokarp ist schwarz. Das Endokarp ist ellipsoidisch und 11,8 bis 13,8 mm lang. Seine dorsiventrale Dicke beträgt 7,7 bis 8,7 mm, die Breite 6,8 bis 8 mm. Der Samen ist ellipsoidisch, 9,3 bis 10,7 mm lang, dorsiventral 5,6 bis 6,8 mm dick und 6,5 bis 7,3 mm breit. Die Raphe ist kreisförmig. Das Primärblatt ist linealisch-lanzettlich. Die Chromosomen-Grundzahl ist n = 18.

## Verbreitung
Die Art ist ein Endemit Jamaikas. Sie wächst in den Kalkstein-Hügeln und Bergen bis in 760 m Seehöhe. Sie ist im Inneren der Insel recht verbreitet. 

## Taxonomie
Roystonea altissima wurde 1768 von Philip Miller in Gardeners Dictionary Edition 8 als Palme Nr. 4 Palma altissima erstbeschrieben. Die Art wurde 1963 von Harold Emery Moore in Gentes Herbarum, Occasional Papers on the Kinds of Plants Band 9 Seite 239 als Roystonea altissima (Mill.) H.E.Moore in die Gattung Roystonea gestellt.

## Nutzung
Die Blätter und Blattscheiden werden zum Dachdecken und als Einwickel-Material verwendet. Der Blütenstand wird als Besen benutzt. 